# ان‌جی‌سی ۶۳۷۳
ان‌جی‌سی ۶۳۷۳ (انگلیسی: NGC 6373) نام یک کهکشان مارپیچی میله‌ای است.